# Le Nègre et la Créole
Le Nègre et la Créole est un roman de Gabrielle de Paban publié en 1825.

## Éditions
- Le Nègre et la Créole, ou Mémoires d'Eulalie D***. Par Mme Gabrielle de P***, 3 vol. in-12, Boulland, 1825.
- Le Nègre et la Créole, ou Mémoires d'Eulalie D***, édition de Marshall C. Olds, L'Harmattan, 2008.